# GEOFREE
GEOFREE（ジオフリー）は日本無線がNTTDoCoMo向け端末として製造した製品中、JIS保護等級7相当の防水機能を持つ端末のシリーズの名称（ブランド名）である。
なお、ブランド名は「GEO(大地)」と「FREE(自由)」のコンセプトによる日本無線の造語である。

## シリーズ
- GEOFREE（R691i）

2001年2月23日発売。詳しくはR691i参照。
- GEOFREEII（R692i）

2002年8月5日発売。詳しくはR692i参照。